# مهندسی ساخت
مهندسی و مدیریت ساخت (به انگلیسی: construction engineering and management) معروف به مدیریت ساخت (به انگلیسی: construction management) یکی از شاخه‌های مهندسی عمران است که به مدیریت زمان، هزینه و کیفیت در ساخت می‌پردازد. این رشته از مهندسی عمران که از پایان دهه ۱۹۷۰ رواج یافت برای بهبود مدیریت پروژه‌های عمرانی و سعی در ایجاد یکپارچگی در مدیریت ایجاد گردید. مدیریت پروژه، کنترل پروژه، مدیریت پیمان، روش‌های ساخت و ایمنی، بهداشت و محیط زیست از جمله مباحث اصلی این رشته هستند. در سال‌های اخیر مدیریت زیرساخت هم در این رشته مورد توجه زیادی قرار گرفته‌است.
کارشناسی ارشد مهندسی و مدیریت ساخت یکی از گرایشهای دوره کارشناسی رشته مهندسی عمران می‌باشد. برای موفقیت در پروژه‌های عمرانی داشتن دانش و مهارت‌های فنی پروژه کفایت نمی‌کند، بلکه نیاز به توانایی و مهارت‌های مدیریتی نیز می‌باشد؛ و در کنار آن به وسیله تحقیقات می‌توانند به بررسی و تجزیه و تحلیل کاربرد ابزارهای جدید مانند BIM در پروژه‌های ساخت بپردازند.

## نشست‌های علمی و تخصصی
IPMA2014
International Group for Lean Construction
ARCOM Conferences
ISEC
IRAN-National Conference of Construction & Project Managment